# Definitionsmængde
En funktions definitionsmængde er den mængde af gyldige værdier, som man kan sætte ind i funktionen. Funktionen f's definitionsmængde skrives som Dm(f), eller Df.
I et koordinatsystem sættes tallene tilhørende definitionsmængden ud ad x-aksen, også kaldet 1.-aksen.

## Eksempler med udgangspunkt i ℝ
Denne funktion kan bruge alle reelle tal undtagen 0, da et tal divideret med 0 er udefineret:
{\displaystyle f(x)={\frac {1}{x}}\qquad {\textrm {Dm}}(f)=\mathbb {R} \backslash {\{0\}}}
Arcussinus har en definitionsmængde mellem -1 og 1, da det er værdimængden for sinus:
{\displaystyle f(x)=\arcsin(x)\qquad {\textrm {Dm}}(f)=[-1;1]}

### Huskeregel
Definitionsmængden sættes altid ud ad 1.-aksen, og værdimængden sættes altid op ad 2.-aksen.

## Bog
- Holth, Klaus m.fl. (1987): Matematik Grundbog 1. Forlaget Trip, Vejle. ISBN 87-88049-18-3